# 앨버트호 (뉴사우스웨일스주)
앨버트호(Lake Albert)는 오스트레일리아 뉴사우스웨일스주 와가와가의 레이크 앨버트 교외에 있는 인공 호수이다. 125 헥타르 면적에 걸쳐 있는 이 호수는 1868년에 스웜피 평야로 알려진 곳에 건설되었으며 앨버트 공의 이름을 따서 명명되었다.
공원으로 둘러싸인 이 호수는 수상 스포츠, 낚시, 산책, 조류 관찰 장소로 사용된다. 이 호수에는 보트 클럽이 있으며, 도시의 두 골프 코스 중 하나인 와가와가 컨트리 클럽이 호수 서쪽 기슭에 위치해 있다.

## 역사

### 행사

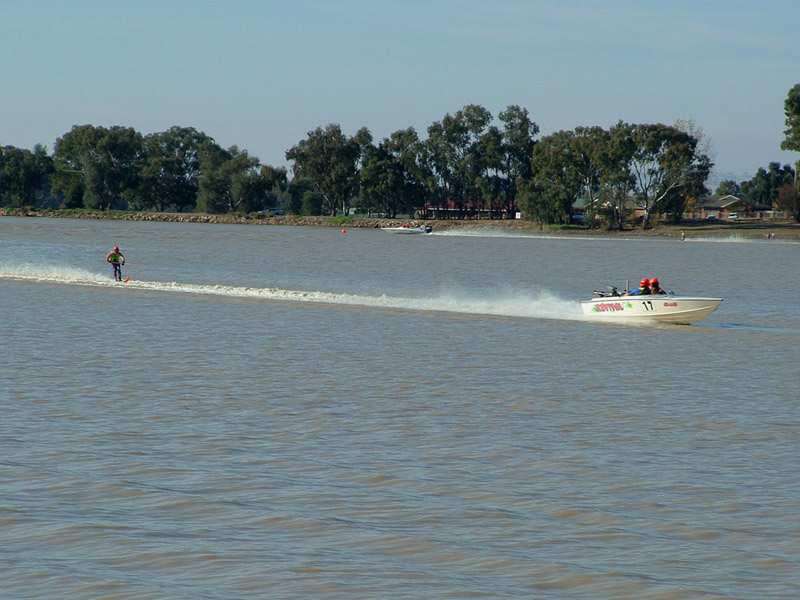
2006년 5월 배리 칸 메모리얼 스키 레이스.

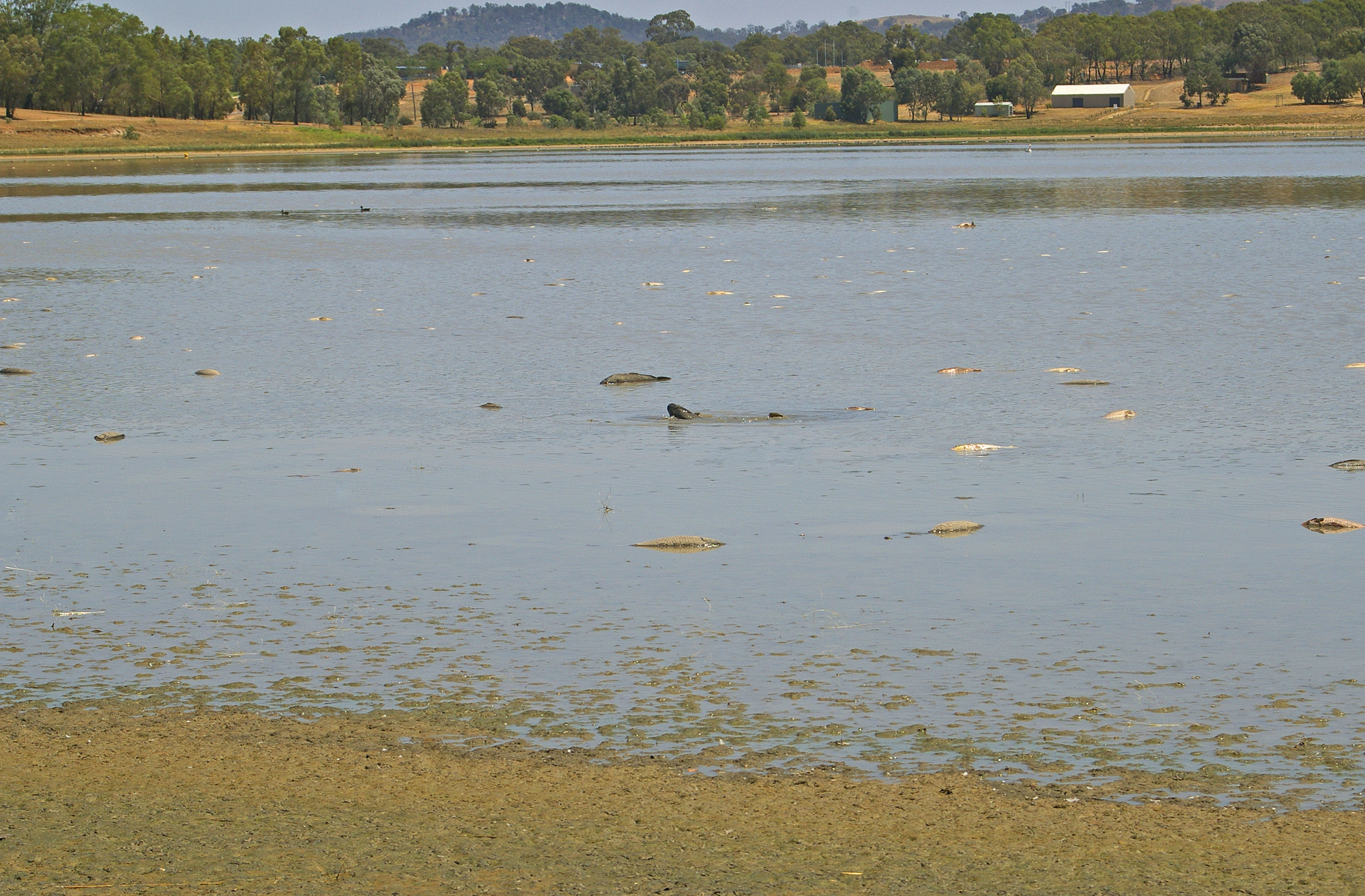
호수에서 죽거나 죽어가는 잉어.

1976년 5월 8~9일, 뉴사우스웨일스 스키 협회 5지부와 와가 보트 클럽이 결성한 수상 스키 챌린지 실드가 호수에서 처음으로 개최되었다. 1976년 5월 9일, 로어 템플스토우 멜버른 교외 출신의 오스트레일리아 스키 및 빅토리아 시험 챔피언 배리 칸은 스키 챌린지 마지막 히트 6바퀴째에 쓰러져 12번이나 구른 후 사망했다.
배리 칸 메모리얼 스키 레이스는 매년 5월 둘째 주 토요일과 일요일에 호수의 수위에 따라 개최되었다. 2006년 5월 13일과 14일에는 가뭄으로 인해 호수 수위가 기록적으로 낮아 4년 만에 앨버트 호수에서 행사가 다시 열렸지만, 2007년에는 낮은 수위로 인해 취소되었다.
2009년 5월 12일, 호수의 낮은 수위로 인해 배리 칸 하이 앤 드라이 행사가 열렸다. 2010년 3월, 기록적인 비로 호수가 가득 찬 후 배리 칸 메모리얼 스키 레이스가 5월 셋째 주 토요일과 일요일에 호수로 다시 돌아올 것이라고 발표되었다.

### 수위
수년간의 가뭄으로 인해 앨버트 호수의 수위는 기록적으로 낮아졌고 2005년에는 와가와가 시의회가 더 이상의 물고기 죽음을 막기 위해 호수로 물을 퍼 올리는 것을 고려했지만, 고위 시의회 공무원은 이를 제외했다. 2005년 11월 초 지역에 약 50 mm (2.0 in)의 폭풍우가 쏟아진 후 호수는 만수위를 회복했다.
2007년 1월, 계속되는 가뭄으로 호수 수위가 1.2 m (3.9 ft) 이하로 떨어지면 앨버트 호수에서의 수상 스포츠 활동이 금지될 가능성이 있었다.
2008년 3월 20일, 호수는 수중의 높은 대장균 수치로 인해 2008년 1월 이후 두 번째로 폐쇄되었다.
2010년 1월, 호수의 수위는 기록적으로 낮아졌고, 낮은 수위, 녹조류 및 더운 날씨로 인해 대부분 잉어인 많은 물고기들이 죽었다. 낮은 수위와 죽어가는 물고기로 인해 호수 주변 주민들은 모기 발생 가능성을 우려했으며, 이는 로스강열의 발병으로 이어질 수 있다.
호수는 3월 말까지 거의 마를 것으로 예상되었지만, 2월 중순에 이 지역에 폭우가 내려 호수 수위가 200 밀리미터 (7.9 in)까지 떨어진 후 약간 상승했다.
2010년 3월 유역에 기록적인 비가 내려 호수 수위가 2.0 미터 (6.6 ft)까지 상승하여 2006년 이후 가장 깊었다.

### 토사 제거
2009년 3월 23일, 지역 기업들이 시간과 장비를 자원했고 와가와가 시의회는 연료비 30,000달러를 지불하여 호수 북쪽 끝의 토사를 제거하기 시작했다. 8,000 m3 (280,000 cu ft)의 토사가 제거되어 관중석을 만들기 위해 와가와가 전시 센터(에큐스)에서 사용될 예정이었다.

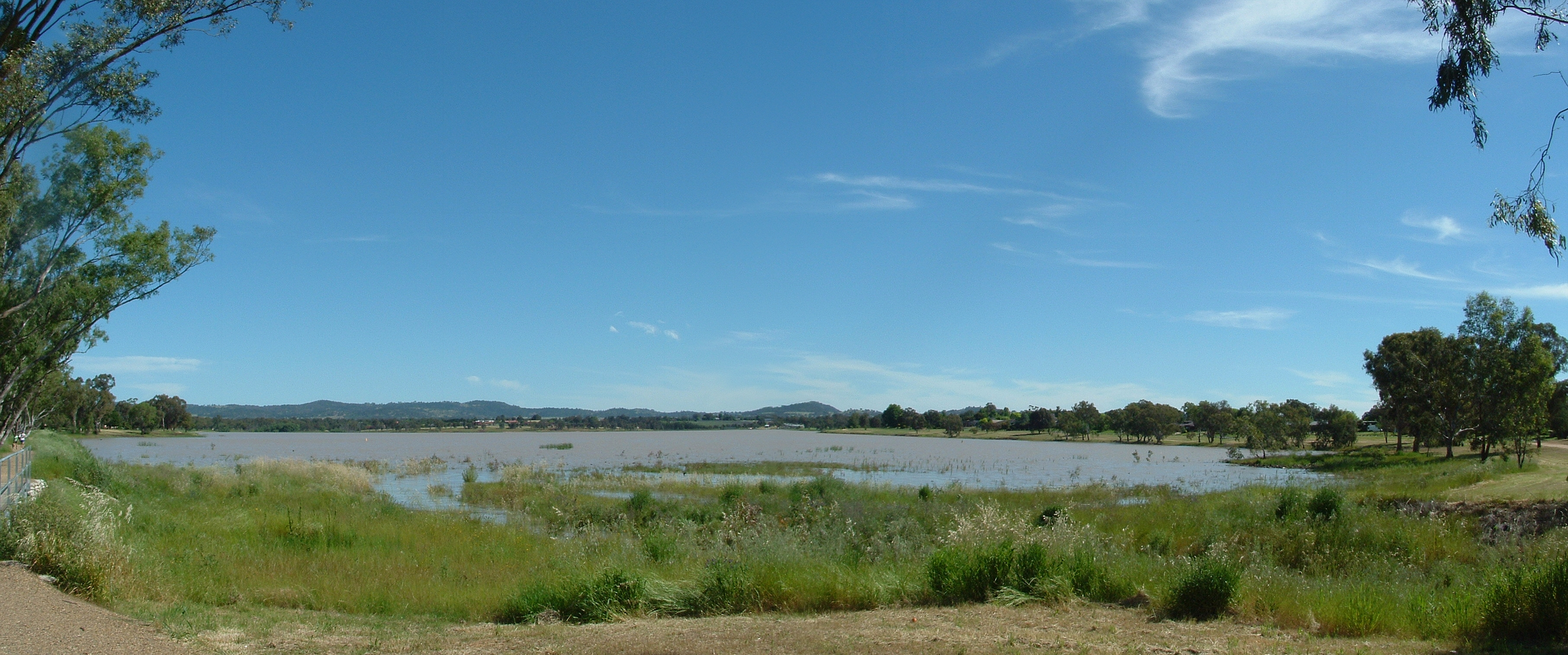
2005년 11월 4일 앨버트 호수
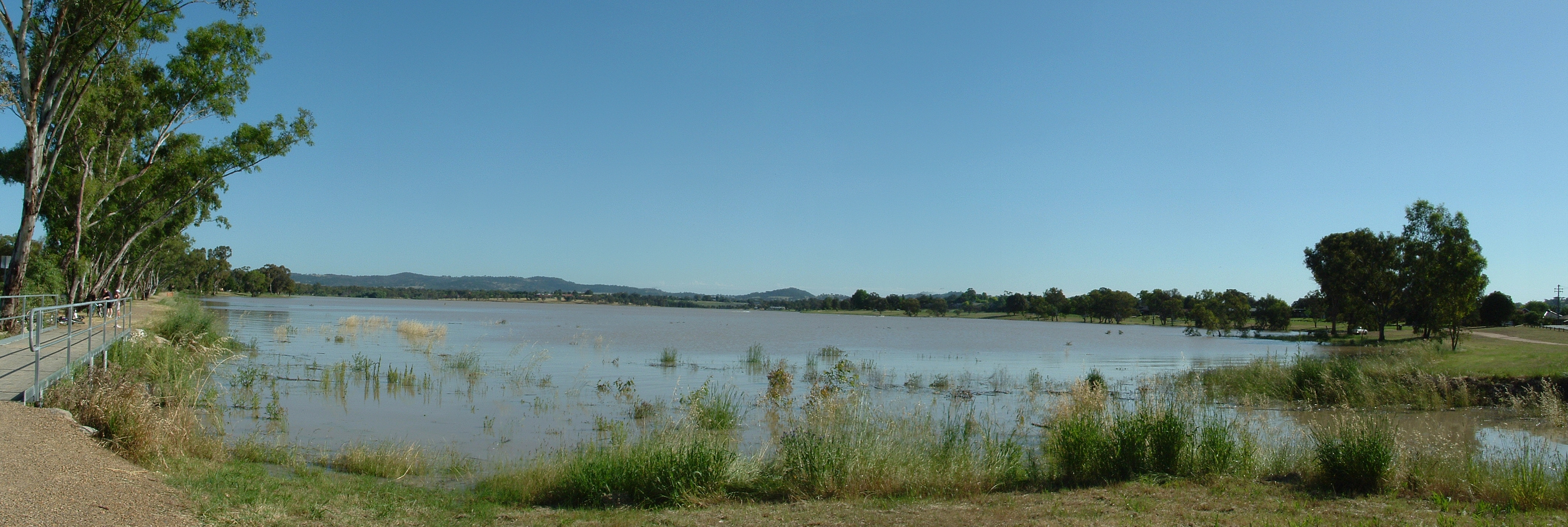
2005년 11월 9일 앨버트 호수 100% 만수위
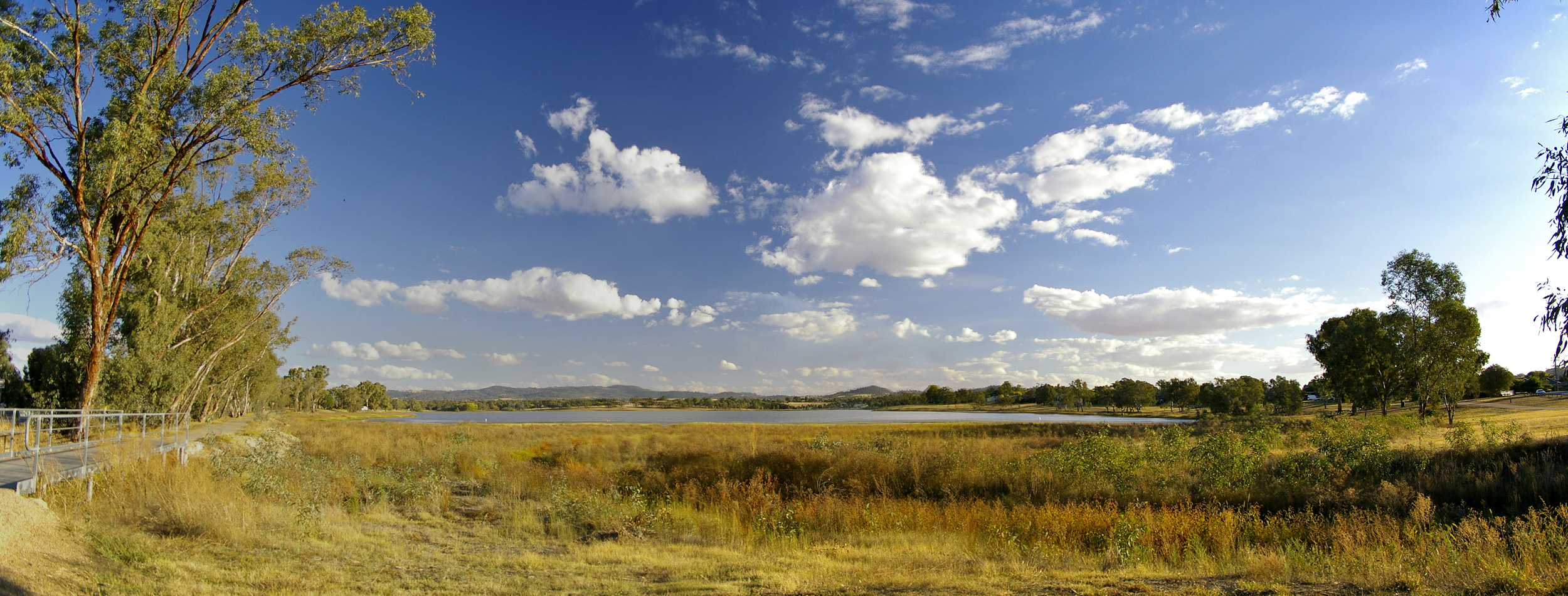
2008년 3월 31일 촬영한 호수의 파노라마 전경
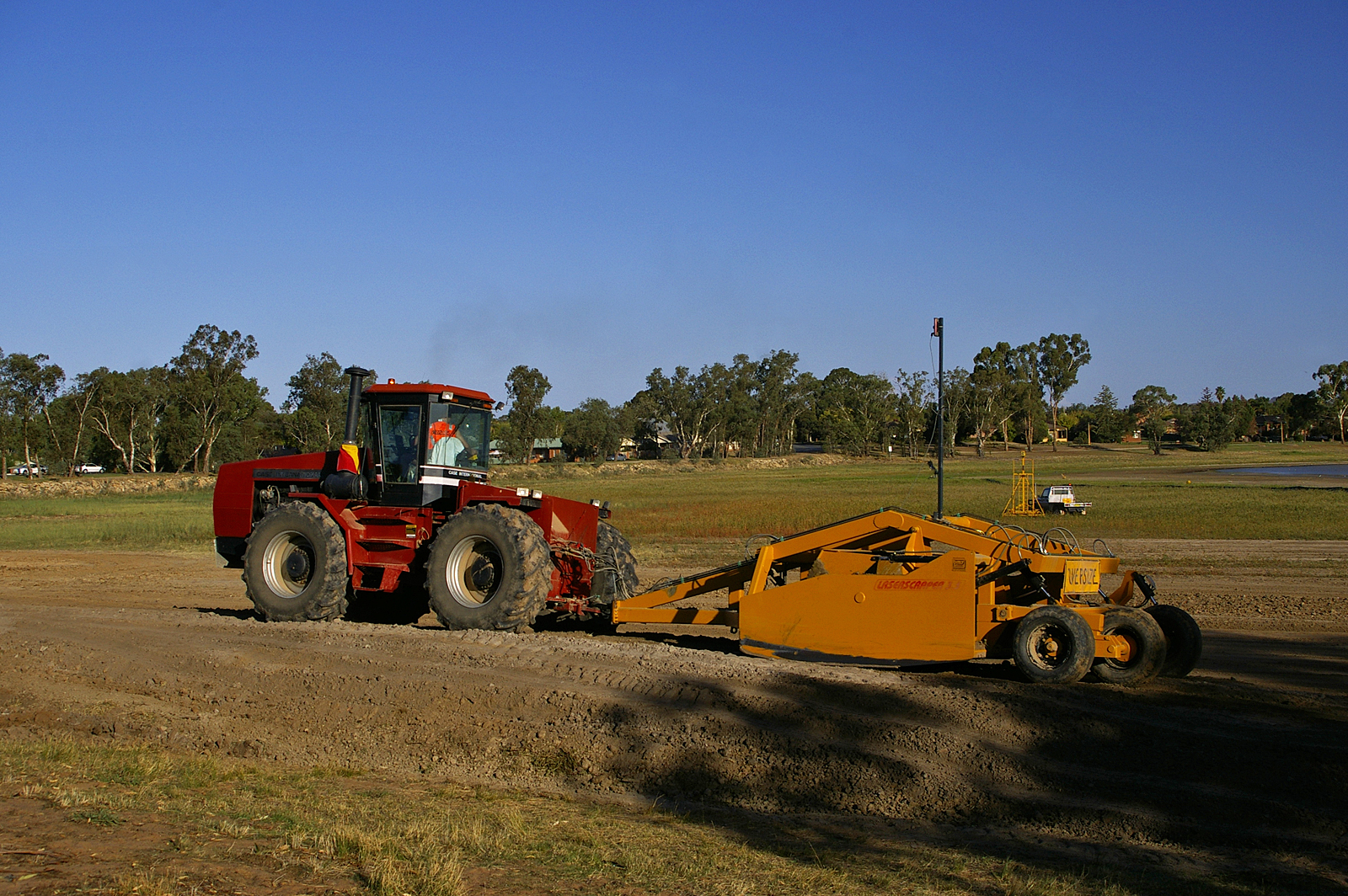
레이저 레벨러가 장착된 풀 스크레이퍼가 북쪽 끝에서 토사를 제거하고 있다.